# Yigoga gueddelanea
Yigoga gueddelanea là một loài bướm đêm trong họ Noctuidae.